# 銀色夏生
銀色 夏生（ぎんいろ なつを、1960年3月12日 - ）は、日本の女性詩人、随筆家、作詞家、写真家。

## 概要
1960年、宮崎県えびの市に生まれる。えびの市立真幸小学校、えびの市立真幸中学校、宮崎県立小林高等学校、埼玉大学教養学部を卒業。
1982年に作詞家として活動を開始し、翌1983年に沢田研二の「晴れのちBLUE BOY」を作詞した。その後も大沢誉志幸の「そして僕は途方に暮れる」「ゴーゴーヘブン」や、2011年度NHK全国学校音楽コンクール課題曲「僕が守る」 などを作詞した。また、山本みき子・山元みき子（やまもと みきこ）名義で太田裕美に歌詞を提供している。
1985年に第1詩集『黄昏国』を河出書房新社より刊行。のちに本の制作に専念し、著書に掲載する写真撮影とイラスト制作も自ら手がける。また詩だけではなく、創作物語なども執筆している。『君のそばで会おう』と『つれづれノート』シリーズを代表とする著書は160冊を超える。
2018年1月18日、YouTube公式チャンネルにて「銀色夏生の穴ぐらラジオ 」を配信開始。2019年11月4日、noteにて音声ブログ「静けさのほとり」を配信開始。
私生活では2度の離婚歴がある。1男1女の母親。

## 著書
- 黄昏国 河出書房新社 (1985/08)
- 無辺世界 河出書房新社 (1986/06) のち新潮文庫
- サリサリくん 河出書房新社 (1986/11/01)
- 月夜にひろった氷 河出書房新社 (1987/12) のち新潮文庫
- 青い玉 (KADOKAWA GREETING BOOK) 角川書店 (1988/12/01)
- 微笑みながら消えていく 角川書店 (1989/11)
- 悲しがる君の瞳 角川書店 (1990/10)
- ONLY PLACE WE CAN CRY 角川書店 (1991/02)
- 冬の道（写真集）角川書店 (1992/12)
- 葉っぱ 幻冬舎 (1994/07) のち文庫 (2002/04/01)
- とにかくあてもなくてもこのドアをあけようよ 幻冬舎 (1995/11) のち文庫 (2003/8/1)
- 夕方らせん 新潮社 (1996/02) のち文庫 (2001/06)
- ミタカくんと私 新潮社 (1997/03) のち文庫 (2000/06)
- 砂の魚 幻冬舎 (1997/09)
- ひょうたんから空 -ミタカ シリーズ2- 新潮社 (1999/09) のち文庫 (2002/06)
- 丘をバラ色に染めながら 自選詩集 角川書店 (2003/06/21)
- テレビの中で光るもの 幻冬舎 (2007/11) のち文庫 (2009/08/01)
- 銀色夏生の視点 幻冬舎 (2008/06)
- 銀色夏生---その瞳の奥にある自由（【責任編集 銀色夏生】文藝別冊） 河出書房新社 (2010/11/26)
- 今、この瞬間だけに生きよう。 共著：まっきー、ミラ PHP研究所 PHP文芸文庫 (2011/03/15)
- 新装版 サリサリくん 河出書房新社 (2011/05/26)
- ECTON×銀色夏生 VOICE (2011/06/25)
- 偶然（CD付き自選写真詩集） 幻冬舎 (2011/07/08)
- 増補新版 黄昏国 河出書房新社 (2011/07/21)
- こころのこぶた（言葉カード） VOICE (2011/09/09)
- 増補新版 無辺世界 河出書房新社 (2011/09/23)
- 増補新版 月夜にひろった氷 河出書房新社 (2011/11/19)
- ひかりのいと 朗読のための自選詩集 KADOKAWA (2016/11/02)
- こういう旅はもう二度としないだろう 幻冬舎 (2017/12/07) のち文庫 (2020/08/06)
- 力をぬいて　KADOKAWA (2019/11/22)
- 私たちは人生に翻弄されるただの葉っぱなんかではない　幻冬舎 (2021/4/14)
- 庭は私の秘密基地　KADOKAWA (2022/1/28)

### 角川文庫
- これもすべて同じ一日 (1986/12/01)
- わかりやすい恋[4] (1987/12/01)
- LESSON (1988/04)
- Go Go Heavenの勇気[5] (1988/07)
- 波間のこぶた (1988/08)
- あの空は夏の中 (1988/09/01)
- 君のそばで会おう (1988/09/22)
- このワガママな僕たちを (1988/12)
- 詩集 ロマンス (1989/05/01)
- Post card (1989/08)
- Balance (1989/11)
- こんなに長い幸福の不在 (1990/07)
- つれづれノート (1991/06/01)
- Pin・up（ピンナップ）「花」 (1991/07)
- 宵待歩行 (1991/10)
- 四コマ マンガ (1991/12)
- 春の野原 満天の星の下 (1992/04/01)
- 光の中の子どもたち (1992/11)
- ナルシス ナルくん (1993/01)
- 外国風景(1993/03)
- つれづれノート (2) (1993/06/01)
- 詩集 小さな手紙 (1993/08/01)
- Post card (2) (1994/01)
- 流星の人 (1994/05)
- 毎日はシャボン玉 つれづれノート (3) (1994/07/01)
- 泡とそよ風 (1995/01)
- おでこちゃん (1995/03)
- 遠い島々、海とサボテン つれづれノート (4) (1995/08/01)
- さようならバナナ酒 つれづれノート (5)  (1996/08/01)
- 君はおりこう みんな知らないけど(1996/10/01)
- うまいウソ 角川mini文庫 (1996/11)
- 岩場のこぶた (1997/01)
- バラ色の雲 つれづれノート (6) (1997/07/01)
- 好きなままで長く (1997/09)
- 詩集 散りユク夕ベ (1998/03/01)
- 風の強い日に考えたこと 角川mini文庫 (1998/06)
- 気分よく流れる つれづれノート (7)  (1998/08/01)
- 花咲くこぶた 角川mini文庫(1999/02)
- かわいいものの本 (1999/04)
- POST CARD ―木と植物― (1999/06)
- 散歩とおやつ つれづれノート (8) (1999/08/01)
- 世ノ介先生 (2000/04)
- 空の遠くに つれづれノート (9) (2000/07/01)
- バリ＆モルジブ旅行記 (2000/09)
- そしてまた 波音 (2000/12/01)
- つりわベイビイズ (2001/04/25)
- 島、登場。 つれづれノート (10) (2001/06/22)
- バイバイ またね[6]  (2001/10/25)
- いやいやプリン (2001/12)
- ケアンズ旅行記 (2002/05/24)
- どんぐり いちご くり 夕焼け つれづれノート (11) (2002/06/01)
- ぶつかり体験記 (2002/12/25)
- 引っ越しと、いぬ つれづれノート (12)  (2003/06/25)
- 家ができました (2003/11/22)
- 雨は見ている 川は知ってる (2004/04)
- 庭を森のようにしたい つれづれノート (13) (2004/06/23)
- イサクのジョーク (2004/08)
- 保育園に絵をかいた (2004/11/25)
- 詩集 すみわたる夜空のような (2005/02/01)
- 川のむこう つれづれノート (14)  (2005/06/25)
- 庭ができました (2005/12)
- 「メール交換」銀色夏生×HARCO (2006/04/01)
- 女っておもしろい (2006/06)
- タトゥーへの旅 (2006/07)
- ものを作るということ (2006/08)
- うらない (2006/09/22)
- やがて今も忘れ去られる (2006/11/01)
- ばらとおむつ (2007/04/01)
- 銀色ナイフ (2007/09/01)
- 子どもとの暮らしと会話 (2008/02/01)
- 詩集 エイプリル (2008/06/25)
- ドバイの砂漠から (2008/09/25)
- 珊瑚の島で千鳥足 続「ばらとおむつ」 (2008/10/25)
- 第3の人生の始まり つれづれノート (15) (2008/12/25)
- 食をめぐる旅 (2009/04/25)
- 決めないことに決めた つれづれノート (16) (2009/06/25)
- セドナへのスピリチュアルな旅 (2009/08/25)
- きれいな水のつめたい流れ つれづれノート (17) (2009/12/25)
- カイルの森 (2010/03/25)
- 今日、カレーとシチューどっちがいい？ つれづれノート (18) (2010/06/25)
- 詩集 風は君に属するか (2010/08/25)
- 出航だよ つれづれノート (19)  (2010/09/25)
- しげちゃん田んぼに立つ 続々「ばらとおむつ」 (2011/02/25)
- 自選詩集 僕が守る (2011/04/23)
- 相似と選択 つれづれノート (20)  (2011/06/23)
- 衝動家族 「ばらとおむつ」完結編 (2012/01/25)
- しゅるーんとした花影 つれづれノート (21)  (2012/03/24)
- 自由さは人を自由にする つれづれノート (22) (2012/09/25)
- 足にハチミツをかける犬の詩集 (2012/11/22)
- 自分の体を好きになりたい つれづれノート (23) (2013/03/23)
- 古都トコトコ記・断食への道 (2013/06/21)
- 自分の心も好きになりたい つれづれノート (24) (2013/09/25)
- この世の花 (2014/01/25)
- ひとり、風に吹かれるように―つれづれノート (25)  (2014/03/25)
- 今を生きやすく つれづれノート言葉集 (2014/05/24)
- 草の穂をゆらす つれづれノート (26) (2014/10/25)
- バルセロナ・パリ母娘旅 (2015/01/24)
- 石とまるまる つれづれノート (27) (2015/03/25)
- 運動の半年 つれづれノート (28) (2015/09/24)
- 詩集 夏の森 (2016/01/23)
- 土から芽が出て風がそよそよ つれづれノート (29) (2016/03/25)
- 海外旅行熱、急上昇して急降下 つれづれノート (30) (2016/09/22)
- 心をまっさらに、さらし期 つれづれノート (31) (2017/03/25)
- ぷかぷか浮かびとこれから つれづれノート (32) (2017/09/23)
- 空へブーンと。 つれづれノート (33) (2018/04/25)
- 秘密の花園作り つれづれノート (34) (2018/10/24)
- 出店にトライ！ つれづれノート (35) (2019/04/25) ISBN 978-4041069790
- 内側に耳を澄ます つれづれノート36(2019/10/24)
- 力をぬいて (2019/11/22) ISBN 978-4041086612
- 過去のすべては今の中にある つれづれノート37(2020/4/24)
- 1日1個、川原にパンを拾いに行く。 つれづれノート (38) (2020/10/23) ISBN 978-4041099728
- 詩集 私を支えるもの (2020/11/21) ISBN 978-4041099711
- みんなが、ひとりでいても寂しそうに見えなければいいのに つれづれノート39 (2021/4/23)
- 魂のままに生きれば、今日やることは今日わかる つれづれノート40(2021/10/21)
- 優雅さとミステリー つれづれノート41 (2022/4/21) ISBN 978-4041117835
- 自然農1年生 畑は私の魔法のじゅうたん (2022/7/21) ISBN 978-4041126042
- マイ・ペース　つれづれノート42 (2022/10/24) ISBN 978-4041130124
- 退屈ピカリ つれづれノート43 (2023/4/24) ISBN 978-4041130131
- きれいな気分、軽い感情。つれづれノート44 (2023/10/24) ISBN 978-4041141106
- インドの聖地タワンへ瞑想ツアー (2023/11/24) ISBN 978-4041141052

### 幻冬舎文庫
- 恋が彼等を連れ去った (1997/04)
- ハート (1998/04)
- へなちょこ探検隊 屋久島へ行ってきました (2001/10)
- やさしい春を想う (2007/04)
- 流氷にのりました へなちょこ探検隊2 (2007/08/01)
- 南九州温泉めぐりといろいろ体験 (2008/08/01)
- 家族旅行あっちこっち (2009/02)
- 僕のとてもわがままな奥さん (2010/04/01)
- 銀色夏生です。ツイッター、はじめます。 (2010/10/08)
- ひとりが好きなあなたへ (2011/04/12)
- 私だったらこう考える (2012/04/12)
- 生活 (2012/08/02)
- 本当に自分の人生を生きることを考え始めた人たちへ (2013/02/07)
- 尾瀬・ホタルイカ・東海道 (2013/08/01)
- 魂の友と語る (2013/12/05)
- ぷらっぷらある記 (2014/12/04)
- まっすぐ前 そして遠くにあるもの (2018/02/07)
- スーパーマーケットでは人生を考えさせられる (2020/2/10) ISBN 978-4344429468
- ひとりが好きなあなたへ 2 (2021/02/04) ISBN 978-4344430594
- 60歳、女、ひとり、疲れないごはん(2022/5/12) ISBN 978-4344431874

## 作詞
山本みき子名義
- 太田裕美「満月の夜 君んちへ行ったよ」ほか
  - アルバム『I do, You do〜あなたらしく、わたしらしく』に作詞で参加。

山元みき子名義
- 太田裕美「青い実の瞳」「雨の音が聞こえる」ほか
  - アルバム『TAMATEBAKO』に作詞で参加。

銀色夏生名義
- EPO「バナナ村に雨がふる」（NHKみんなのうた）
- 伊藤銀次「泣きやまないで、LOVE AGAIN」ほか
- 大澤誉志幸「そして僕は途方に暮れる」ほか
- 柏原芳恵「悪戯NIGHT DOLL」「渚で瞳にアイ ラブ ユウ」「LOOK BACKもう一度」
- 小泉今日子「サーチライト」（作曲も）ほか
- 斉藤由貴「AXIA 〜かなしいことり〜」（作曲も）「ポケットの中で」（NHKみんなのうた）
- 沢田研二「晴れのちBLUE BOY」「出来心でセンチメンタル」
- シュガー「こぶたのしっぽ」（NHKみんなのうた）
- 東京放送児童合唱団「ああ おかしいね」（NHKみんなのうた）
- 早見優「哀愁情句」「不意打ちのランデブー」
- 松田聖子「Vacancy」「す・ず・し・い・あ・な・た」
- 松永夏代子「メランコリーの軌跡」「Amaryllis -アマリリス-」（作曲も）ほか
- 松本典子「さよならと言われて」
- 森尾由美「少女メンタリズム」「サイレントメンタルごっこ」
- 山下久美子「秋ラメきれないNight Movie｣こっちをお向きよソフィアのB面ほか
- 吉田拓郎「この風」
- ランカ・リー=中島愛「Songbird」（マクロスF コンセプトアルバム『cosmic cuune』収録曲）
- 「僕が守る」2011年の第78回NHK全国学校音楽コンクール高等学校の部課題曲
- 「そよ風のひとひら」作曲：大中恩、女声二部合唱曲

## テレビ出演
- ゴロウ・デラックス（2015年6月12日、TBS） - バラエティ初出演